# Slittino ai III Giochi olimpici giovanili invernali - Doppio femminile
Nello slittino ai III Giochi olimpici giovanili invernali di Losanna 2020 la gara del doppio femminile si è tenuta il 18 gennaio a Sankt Moritz, in Svizzera, sulla pista Olympia Bobrun St. Moritz–Celerina.
Sino alle precedente rassegna olimpica di Lillehammer 2016 la disciplina del doppio era ambosessi, ovvero le coppie potevano essere composte da due ragazzi, due ragazze o un ragazzo e una ragazza; a partire da questa edizione dei giochi venne invece istituita la separazione di genere, con l'introduzione di due distinte gare: una per le ragazze e una per i ragazzi.
Hanno preso parte alla competizione 22 atlete in rappresentanza di 11 differenti nazioni. La medaglia d'oro è stata conquistata dalla coppia tedesca formata da Jessica Degenhardt e Vanessa Schneider, davanti a quella canadese composta da Caitlin Nash e Natalie Corless, medaglia d'argento, e a quella lettone costituita da Viktorija Ziediņa e Selīna Zvilna, bronzo.

## Risultato
| Pos. | Pett. | Atlete                               | Nazione     | 1ª manche | 2ª manche | Totale   | Distacco |
| ---- | ----- | ------------------------------------ | ----------- | --------- | --------- | -------- | -------- |
|      | 3     | Jessica Degenhardt Vanessa Schneider | Germania    | 55"748    | 55"695    | 1'51"443 | –        |
|      | 7     | Caitlin Nash Natalie Corless         | Canada      | 56"294    | 56"415    | 1'52"709 | +1"266   |
|      | 6     | Viktorija Ziediņa Selīna Zvilna      | Lettonia    | 56"488    | 56"555    | 1'53"043 | +1"600   |
| 4    | 5     | Maya Chan Reannyn Weiler             | Stati Uniti | 56"145    | 57"095    | 1'53"240 | +1"797   |
| 5    | 11    | Nikola Domowicz Dominika Piwkowska   | Polonia     | 56"705    | 56"781    | 1'53"486 | +2"043   |
| 6    | 1     | Natalija Korotaeva Viktorija Čirkova | Russia      | 56"087    | 58"292    | 1'54"379 | +2"936   |
| 7    | 2     | Bianka Petríková Nikola Trembošová   | Slovacchia  | 57"742    | 57"026    | 1'54"768 | +3"325   |
| 8    | 10    | Petra Maria Tolomey Daria Caciulan   | Romania     | 57"488    | 57"303    | 1'54"791 | +3"348   |
| 9    | 4     | Markéta Nováková Anna Vejdělková     | Rep. Ceca   | 56"790    | 58"068    | 1'54"858 | +3"415   |
| 10   | 8     | Nadija Antonjuk Oleksandra Moch      | Ucraina     | 56"773    | 58"530    | 1'55"303 | +3"860   |
| 11   | 9     | Adriana Adam Aliona Busuioc          | Moldavia    | 58"079    | 57"709    | 1'55"788 | +4"345   |

Data: Sabato 18 gennaio 2020

Ora locale 1ª manche: 11:00

Ora locale 2ª manche: 12:00

Pista: Olympia Bobrun St. Moritz–Celerina

Legenda:
- Pos. = posizione
- Pett. = pettorale
- in grassetto: miglior tempo di manche